# کوس مورنهوت
کوس مورنهوت (هلندی: Koos Moerenhout؛ زادهٔ ۵ نوامبر ۱۹۷۳) دوچرخه‌سوار اهل هلند است.
از باشگاه‌هایی که در آن رکاب زده‌است می‌توان به تیم لوتوان‌ال–یومبو، تیم دوچرخه‌سواری فوناک، تیم لوتو–سودال، و تیم لوتوان‌ال–یومبو اشاره کرد.